# Manfred Gerlach
Manfred Gerlach (Leipzig, 8 de maio de 1928 - Berlim, 17 de outubro de 2011) foi um político e professor alemão. Foi o último chefe de Estado da República Democrática Alemã, antes da reunificação alemã em outubro de 1990.

## Biografia
Em sua juventude, durante a Segunda Guerra Mundial formou parte da resistência do interior alemão ao nazismo. Por esse fato, foi preso pelas autoridades nazis em março de 1944. Entre 1951 e 1954 se licenciou em direito, e mais tarde ganharia seu doutorado em leis. Durante os anos 50 foi prefeito de Leipzig.

### Carreira política
Foi co-fundador do Partido Liberal Democrático da Alemanha e da Juventude Livre Alemã (FDJ) em Leipzig. Entre 1949 e 1990, Gerlach foi membro da Câmara do Povo (Volkskammer) da RDA.
Desde o princípio apoiou abertamente os programas de Gorbachov, como a Glasnost e a Perestroika, o que se traduziu em um aumento de sua popularidade na RDA. Depois da queda do Muro de Berlim, foi eleito presidente da RDA, sendo o primeiro chefe de Estado não-comunista da história deste país.

## Publicações
- Manfred Gerlach: Wortmeldungen zur Zeitgeschiche. Buchverlag Der Morgen, Berlin 1980
- Manfred Gerlach: Äußerungen über uns und unsere Zeit. Buchverlag Der Morgen, Berlin 1985
- Manfred Gerlach: Standortbestimmung. Buchverlag Der Morgen, Berlin 1989
- Manfred Gerlach: Mitverantwortlich: Als Liberaler im SED-Staat. Morgenbuch-Verlag, Berlin 1991, ISBN 3-371-00333-7
- (em inglês) David Childs, The GDR: Moscow's German Ally, London: George Allen & Unwin 1984